# Granica eswatinijsko-mozambicka
Granica eswatinijsko-mozambicka – granica międzypaństwowa dzieląca terytoria Eswatini i Mozambiku o długości 108 kilometrów.
Granica ma długość 108 km i jest krótszą spośród dwóch międzypaństwowych granic Eswatini. Niemal w całości przebiega na linii północ–południe. Zaczyna się od trójstyku Południowej Afryki, Eswatini i Mozambiku w Mpundweni, następnie przechodzi przez góry Lebombo i kończy się kolejnym trójstykiem na rzece Maputo.
Granica z Południową Afryką jest ponad czterokrotnie dłuższa i liczy 438 km.
Na granicy istnieją dwa przejścia graniczne: Lomahasha–Namaacha oraz Mhlumeni–Goba.

## Historia

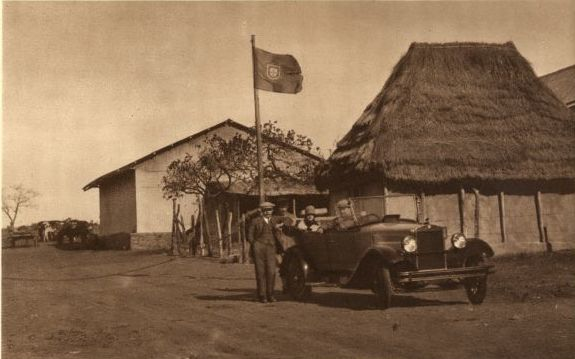
Granica między Portugalską Afryką Wschodnią (obecnie Mozambik) a brytyjskim Suazi (obecnie Eswatini), lata 1920.

Granica powstała w 1881 roku wraz z utworzeniem brytyjskiego protektoratu Suazi. Mozambik znajdował się wówczas pod panowaniem Portugalii.
W 1888 roku komisja, w skład której wchodzili przedstawiciele Wielkiej Brytanii, Portugalii, Suazi i Południowej Afryki, wytyczyła granicę dzisiejszego Mozambiku i Eswatini od nieokreślonego
trójstyku z Południową Afryką przez szczyty gór Lembombo do rzeki Maputo na południu. Wspólna komisja portugalsko-południowoafrykańska określiła w 1894 roku Mpundweni jako punkt północnego trójstyku. Korekta granic miała miejsce w 1897 roku oraz w 1925 roku, zatwierdzona ostatecznie przez brytyjski i portugalski rząd w 1927 roku.
Suazi uzyskało niepodległość w 1968 roku, a Mozambik w 1975 roku. Uzyskanie niepodległości przez oba państwa nie spowodowało zmian granicy.
Wybuch wojny domowej w Mozambiku pod koniec lat 70. XX wieku zmusił suazyjskie władze do zamknięcia przejścia granicznego w Mhlumeni. Do tego czasu Mhlumeni stanowiło drogę do Maputo – stolicy Mozambiku i głównego portu zapewniającego śródlądowemu Suazi dostęp do Oceanu Indyjskiego.
Zamknięcie granicy doprowadziło do załamania ruchu turystycznego w Suazi oraz problemów gospodarczych w przygranicznym dystrykcie Lubombo, który stał się najbiedniejszą częścią kraju. W 1999 roku ponowne otwarcie przejścia granicznego zapowiedziano w ramach Inicjatywy Rozwoju Przestrzennego Lubombo. Był to plan ożywienia gospodarczego dla regionu transgranicznego pasma górskiego Lubombo, podpisany pomiędzy rządami Suazi, Mozambiku i Południowej Afryki. Ze względu na opóźnienia w pracach po stronie Mozambiku, przejście graniczne w Mhlumeni wznowiło działalność dopiero w 2004 roku. 
W czasie pandemii COVID-19 granica pozostawała zamknięta od wiosny 2020 roku do listopada 2021 roku. Wówczas władze Mozambiku otworzyły ponownie przejście graniczne w Gobie.

## Handel
Pomimo posiadania wspólnej granicy handel Eswatini z Mozambikiem pozostaje na niskim poziomie. Według danych z 2021 roku zaledwie 3,4% eswatinijskiego eksportu trafia do Mozambiku. Sąsiedni kraj odpowiada również za jedynie 1,6% importu.
1 listopada 2019 roku Eswatini wprowadziło 18-krotny wzrost opłat transgranicznych za drogowy transport towarowy i pasażerski z Mozambikiem. Było to działanie odwetowe wobec wprowadzenia równie wysokich stawek przez władze Mozambiku na ruch pojazdów ciężarowych.
9 sierpnia 2022 roku mozambickie i eswatinijskie koleje podpisały umowę, której celem jest zwiększenie skali przepływ towarów, w szczególności węgla, przez przejście w Mhlumeni–Gobie. Dzięki porozumieniu pociągi nie muszą zatrzymywać się na przejściu granicznym.
14 sierpnia 2023 roku doszło do spotkania ministra robót publicznych i transportu Eswatini Ndlaluhlazy Ndwandwe z ministrem transportu i komunikacji Mozambiku Mateusem Magalim. Ndwandwe podkreślił, że w celu czerpania korzyści z Umowy o Afrykańskiej Kontynentalnej Strefie o Wolnym Handlu (AfCTA) należy rozwinąć infrastrukturę transportową krajów afrykańskich, zwiększyć poziom industrializacji, integracji regionalnej oraz wzajemnej wymiany handlowej. Minister zadeklarował również chęć zwiększenia współpracy z Mozambikiem i zaangażowania eswatinijskiego rządu w projekt korytarza maputańskiego.
W październiku 2023 roku zapowiedziano utworzenie autostrady, która pozwoli przekierować ruch tranzytowy między Południową Afryką a Mozambikiem idący przez eswatinijskie miasto Manzini położone w środkowej części kraju. Zgodnie z zapowiedziami władz fragment trasy ma przechodzić bezpośrednio przez miejscowość, jednocześnie ograniczając dotychczasowe zakorkowanie miasta. We wstępnych założeniach nie podano budżetu ani planowanego terminu realizacji projektu.